# ISO 4217
O ISO 4217 é um padrão internacional que define códigos de três letras para as moedas correntes estabelecido pela Organização Internacional para Padronização(pt-BR) ou Organização Internacional de Normalização(pt-PT?) (ISO).

## Códigos ISO para moedas
| Código | Número | Casas decimais | Moeda                                    | Locais em circulação |
| ------ | ------ | -------------- | ---------------------------------------- | --- |
| AED    | 784    | 2              | Dirham dos Emirados                      | Emirados Árabes Unidos |
| AFN    | 971    | 2              | Afegane                                  | Afeganistão |
| ALL    | 008    | 2              | Lek                                      | Albânia |
| AMD    | 051    | 0              | Dram                                     | Armênia |
| ANG    | 532    | 2              | Florim                                   | Curaçau, São Martinho Neerlandês |
| AOA    | 973    | 2              | Kwanza                                   | Angola |
| ARS    | 032    | 2              | Peso Argentino                           | Argentina |
| AUD    | 036    | 2              | Dólar australiano                        | Austrália, Ilha Christmas, Ilhas Cocos (Keeling), Ilha Heard e Ilhas McDonald, Quiribáti, Nauru, Ilha Norfolque, Tuvalu |
| AWG    | 533    | 2              | Florim de Aruba                          | Aruba |
| AZN    | 944    | 2              | Manat do Azerbaijão                      | Azerbaijão |
| BAM    | 977    | 2              | Marco convertível                        | Bósnia e Herzegovina |
| BBD    | 052    | 2              | Dólar de Barbados                        | Barbados |
| BDT    | 050    | 2              | Taka                                     | Bangladesh |
| BGN    | 975    | 2              | Lev búlgaro                              | Bulgária |
| BHD    | 048    | 3              | Dinar do Bahrein                         | Bahrein |
| BIF    | 108    | 0              | Franco do Burundi                        | Burundi |
| BMD    | 060    | 2              | Dólar bermudense                         | Bermudas |
| BND    | 096    | 2              | Dólar do Brunei                          | Brunei |
| BOB    | 068    | 2              | Boliviano                                | Bolívia |
| BOV    | 984    | 2              | Boliviano Mvdol                          | Bolívia |
| BRL    | 986    | 2              | Real                                     | Brasil |
| BSD    | 044    | 2              | Dólar das Bahamas                        | Bahamas |
| BTN    | 064    | 2              | Ngultrum                                 | Butão |
| BWP    | 072    | 2              | Pula                                     | Botswana |
| BYR    | 974    | 0              | Rublo bielorrusso                        | Bielorrússia |
| BZD    | 084    | 2              | Dólar do Belize                          | Belize |
| CAD    | 124    | 2              | Dólar canadense                          | Canadá |
| CDF    | 976    | 2              | Franco congolês                          | República Democrática do Congo |
| CHE    | 947    | 2              | WIR euro (moeda complementar)            | Suíça |
| CHF    | 756    | 2              | Franco suíço                             | Suíça |
| CHW    | 948    | 2              | WIR franc (moeda complementar)           | Suíça |
| CLF    | 990    | 0              | Unidade de Fomento (código de fundos)    | Chile |
| CLP    | 152    | 0              | Peso chileno                             | Chile |
| CNY    | 156    | 1              | Renminbi                                 | China |
| COP    | 170    | 0              | Peso colombiano                          | Colômbia |
| COU    | 970    | 2              | Unidade de Valor Real                    | Colômbia |
| CRC    | 188    | 2              | Colon da Costa Rica                      | Costa Rica |
| CUP    | 192    | 2              | Peso cubano                              | Cuba |
| CVE    | 132    | 0              | Escudo cabo-verdiano                     | Cabo Verde |
| CZK    | 203    | 2              | Coroa checa                              | Chéquia |
| DJF    | 262    | 0              | Franco do Djibuti                        | Djibuti |
| DKK    | 208    | 2              | Coroa dinamarquesa                       | Dinamarca, incluindo as Ilhas Feroé, Gronelândia |
| DOP    | 214    | 2              | Peso                                     | República Dominicana |
| DZD    | 012    | 2              | Dinar argelino                           | Argélia |
| ECS    | 895    | 2              | Sucre                                    | Equador (O dólar americano USD é a moeda corrente no país) |
| EGP    | 818    | 2              | Libra egípcia                            | Egito |
| ERN    | 232    | 2              | Nakfa                                    | Eritreia |
| ETB    | 230    | 2              | Birr etíope                              | Etiópia |
| EUR    | 978    | 2              | Euro                                     | Croácia, Itália, Áustria, Bélgica, Chipre, Espanha, Estónia, Finlândia, Alemanha, Grécia, Irlanda, Andorra, Luxemburgo, Letônia, Lituânia, Malta, Montenegro, Mónaco, Países Baixos, Portugal, Eslovênia, Eslováquia, San Marino, França incl. Guadalupe, Martinica, Maiote, Reunião, São Pedro e Miquelão e São Bartolomeu. |
| FJD    | 242    | 2              | Dólar das Fiji                           | Fiji |
| FKP    | 238    | 2              | Libra das Malvinas                       | Ilhas Malvinas |
| GBP    | 826    | 2              | Libra Esterlina                          | Reino Unido, Ilha de Man, Guernesey, Jersey |
| GEL    | 981    | 2              | Lari                                     | Geórgia |
| GHS    | 936    | 2              | Cedi                                     | Gana |
| GIP    | 292    | 2              | Libra de Gibraltar                       | Gibraltar |
| GMD    | 270    | 2              | Dalasi                                   | Gâmbia |
| GNF    | 324    | 0              | Franco da Guiné                          | Guiné |
| GTQ    | 320    | 2              | Quetzal guatemalteco                     | Guatemala |
| GYD    | 328    | 2              | Dólar da Guiana                          | Guiana |
| HKD    | 344    | 2              | Dólar de Hong Kong                       | Hong Kong |
| HNL    | 340    | 2              | Lempira                                  | Honduras |
| HTG    | 332    | 2              | Gourde                                   | Haiti |
| HUF    | 348    | 2              | Forint                                   | Hungria |
| IDR    | 360    | 0              | Rupia indonésia                          | Indonésia |
| ILS    | 376    | 2              | Shekel                                   | Israel |
| IMP    |        | 2              | Libra manesa                             | Ilha de Man |
| INR    | 356    | 2              | Rupia indiana                            | Índia, Butão |
| IQD    | 368    | 0              | Dinar iraquiano                          | Iraque |
| IRR    | 364    | 0              | Rial iraniano                            | Irão |
| ISK    | 352    | 0              | Coroa islandesa                          | Islândia |
| JMD    | 388    | 2              | Dólar jamaicano                          | Jamaica |
| JOD    | 400    | 3              | Dinar jordano                            | Jordânia |
| JPY    | 392    | 0              | Iene                                     | Japão |
| KES    | 404    | 2              | Xelim queniano                           | Quênia |
| KGS    | 417    | 2              | Som                                      | Quirguistão |
| KHR    | 116    | 0              | Riel                                     | Camboja |
| KMF    | 174    | 0              | Franco comoriano                         | Comores |
| KPW    | 408    | 0              | Won norte-coreano                        | Coreia do Norte |
| KRW    | 410    | 0              | Won sul-coreano                          | Coreia do Sul |
| KWD    | 414    | 3              | Dinar do Kuwait                          | Kuwait |
| KYD    | 136    | 2              | Dólar das Ilhas Cayman                   | Ilhas Caimã |
| KZT    | 398    | 2              | Tenge                                    | Cazaquistão |
| LAK    | 418    | 0              | Kip                                      | Laos |
| LBP    | 422    | 0              | Libra libanesa                           | Líbano |
| LKR    | 144    | 2              | Rupia do Sri Lanka                       | Sri Lanka |
| LRD    | 430    | 2              | Dólar liberiano                          | Libéria |
| LSL    | 426    | 2              | Loti                                     | Lesoto |
| LTL    | 440    | 2              | Litas                                    | Lituânia |
| LVL    | 428    | 2              | Lats                                     | Letônia |
| LYD    | 434    | 3              | Dinar líbio                              | Líbia |
| MAD    | 504    | 2              | Dirham marroquino                        | Marrocos, Saara Ocidental |
| MDL    | 498    | 2              | Leu moldávio                             | Moldávia |
| MGA    | 969    | 0.7            | Ariary                                   | Madagáscar |
| MKD    | 807    | 2              | Denar                                    | Macedônia do Norte |
| MMK    | 104    | 0              | Kyat                                     | Myanmar |
| MNT    | 496    | 2              | Tugrik                                   | Mongólia |
| MOP    | 446    | 1              | Pataca                                   | Macau Região Administrativa Especial |
| MRO    | 478    | 0.7            | Ouguiya                                  | Mauritânia |
| MUR    | 480    | 2              | Rupia mauriciana                         | Ilhas Maurícias |
| MVR    | 462    | 2              | Rufiyaa                                  | Maldivas |
| MWK    | 454    | 2              | Kwacha                                   | Malawi |
| MXN    | 484    | 2              | Peso mexicano                            | México |
| MXV    | 979    | 2              | Unidade Mexicana de Investimento         | México |
| MYR    | 458    | 2              | Ringgit                                  | Malásia |
| MZN    | 943    | 2              | Metical                                  | Moçambique |
| NAD    | 516    | 2              | Dólar da Namíbia                         | Namíbia |
| NGN    | 566    | 2              | Naira                                    | Nigéria |
| NIO    | 558    | 2              | Cordoba Oro                              | Nicarágua |
| NOK    | 578    | 2              | Coroa norueguesa                         | Noruega, Ilha Bouvet, Terra da Rainha Maud, Ilha de Pedro I |
| NPR    | 524    | 2              | Rupia nepalesa                           | Nepal |
| NZD    | 554    | 2              | Dólar da Nova Zelândia                   | Nova Zelândia, incl. Ilhas Cook, Niue, Pitcairn, Toquelau |
| OMR    | 512    | 3              | Rial Omani                               | Omã |
| PAB    | 590    | 2              | Balboa                                   | Panamá (O dólar americano USD é a moeda corrente no país) |
| PEN    | 604    | 2              | Nuevo Sol                                | Peru |
| PGK    | 598    | 2              | Kina                                     | Papua-Nova Guiné |
| PHP    | 608    | 2              | Peso filipino                            | Filipinas |
| PKR    | 586    | 2              | Rupia paquistanesa                       | Paquistão |
| PLN    | 985    | 2              | Zloty                                    | Polónia |
| PYG    | 600    | 0              | Guarani                                  | Paraguai |
| QAR    | 634    | 2              | Rial do Qatar                            | Catar |
| RON    | 946    | 2              | Leu romeno                               | Roménia |
| RSD    | 941    | 2              | Dinar Sérvio                             | Sérvia |
| RUB    | 643    | 2              | Rublo                                    | Rússia, Abkhazia, Ossétia do Sul |
| RWF    | 646    | 0              | Franco do Ruanda                         | Ruanda |
| SAR    | 682    | 2              | Riyal                                    | Arábia Saudita |
| SBD    | 090    | 2              | Dólar das Ilhas Salomão                  | Ilhas Salomão |
| SCR    | 690    | 2              | Rupia das Seychelles                     | Seicheles |
| SDG    | 938    | 2              | Dinar sudanês                            | Sudão |
| SEK    | 752    | 2              | Coroa Sueca                              | Suécia |
| SGD    | 702    | 2              | Dólar de Singapura                       | Singapura |
| SHP    | 654    | 2              | Libra de Santa Helena                    | Santa Helena, Ascensão e Tristão da Cunha |
| SLL    | 694    | 0              | Leone                                    | Serra Leoa |
| SOS    | 706    | 2              | Xelim somali                             | Somália |
| SRD    | 968    | 2              | Dólar do Suriname                        | Suriname |
| STN    | 930    | 2              | Dobra                                    | São Tomé e Príncipe |
| SVC    | 222    | ?              | Colon de El Salvador                     | El Salvador |
| SYP    | 760    | 2              | Libra da Síria                           | Síria |
| SZL    | 748    | 2              | Lilangeni                                | Essuatíni |
| THB    | 764    | 2              | Baht                                     | Tailândia |
| TJS    | 972    | 2              | Somoni                                   | Tajiquistão |
| TMT    | 934    | 2              | Manat turcomano                          | Turquemenistão |
| TND    | 788    | 3              | Dinar tunisino                           | Tunísia |
| TOP    | 776    | 2              | Pa'anga                                  | Tonga |
| TRY    | 949    | 2              | Nova Lira turca                          | Turquia |
| TTD    | 780    | 2              | Dólar de Trindade e Tobago               | Trinidad e Tobago |
| TWD    | 901    | 1              | Novo dólar de Taiwan                     | Taiwan e outras ilhas que estão sob o controle efetivo da República da China (ROC) |
| TZS    | 834    | 2              | Xelim da Tanzânia                        | Tanzânia |
| UAH    | 980    | 2              | Grívnia                                  | Ucrânia |
| UGX    | 800    | 0              | Xelim ugandês                            | Uganda |
| USD    | 840    | 2              | Dólar americano                          | Estados Unidos e também: Equador, El Salvador, Guam, Haiti, Ilhas Marshall, Estados Federados da Micronésia, Marianas Setentrionais, Palau, Panamá, Timor-Leste, Turcas e Caicos, Ilhas Virgens Americanas, Samoa, Samoa Americana, Território Britânico do Oceano Índico                                                    |
| USN    | 997    | 2              | Dólar americano "next day"               | Estados Unidos |
| USS    | 998    | 2              | Dólar americano "same day"               | Estados Unidos |
| UYI    | 940    | ?              | Peso uruguaio em Unidades Indexadas      | Uruguai |
| UYU    | 858    | 2              | Peso uruguaio                            | Uruguai |
| UZS    | 860    | 2              | Som uzbeque                              | Uzbequistão |
| VES    | 928    | 2              | bolívar soberano venezuelano             | Venezuela |
| VND    | 704    | 0              | Dong                                     | Vietname |
| VUV    | 548    | 0              | Vatu                                     | Vanuatu |
| WST    | 882    | 2              | Tala                                     | Samoa |
| XAF    | 950    | 0              | Franco CFA central                       | Camarões, República Centro-Africana, República do Congo, Chade, Guiné Equatorial, Gabão |
| XAG    | 961    | .              | Prata                                    | uma onça Troy |
| XAU    | 959    | .              | Ouro                                     | uma onça Troy |
| XBA    | 955    | .              | European Composite Unit (EURCO)          | (unidade de mercado de títulos) |
| XBB    | 956    | .              | European Monetary Unit (E.M.U.-6)        | (unidade de mercado de títulos) |
| XBC    | 957    | .              | European Unit of Account 9 (E.U.A.-9)    | (unidade de mercado de títulos) |
| XBD    | 958    | .              | European Unit of Account 17 (E.U.A.-17)  | (unidade de mercado de títulos) |
| XCD    | 951    | 2              | Dólar das Caraíbas Orientais             | Anguila, Antígua e Barbuda, Dominica, Granada, Monserrate, São Cristóvão e Neves, Santa Lúcia, São Vicente e Granadinas |
| XDR    | 960    | .              | Special Drawing Rights                   | International Monetary Fund |
| XFU    | Nil    | .              | UIC franc (moeda de liquidação especial) | International Union of Railways |
| XOF    | 952    | 0              | Franco CFA ocidental                     | Benim, Burquina Fasso, Costa do Marfim, Guiné-Bissau, Mali, Níger, Senegal, Togo |
| XPD    | 964    | .              | Paládio                                  | uma onça Troy |
| XPF    | 953    | 0              | Franco CFP                               | Polinésia Francesa, Nova Caledônia, Wallis e Futuna |
| XPT    | 962    | .              | Platina                                  | uma onça Troy |
| XTS    | 963    | .              |                                          | Reservado para efeitos de teste |
| XXX    | 999    | .              |                                          | Sem moeda |
| YER    | 886    | 0              | Rial iemenita                            | Iêmen |
| ZAR    | 710    | 2              | Rand                                     | Lesoto, Namíbia, África do Sul |
| ZMW    | 894    | 0              | Kwacha                                   | Zâmbia |
| ZWL    | 932    | 2              | Dólar zimbabuano                         | Zimbabwe |

## Sem códigos de moeda
Um número de territórios não está incluído no ISO 4217, porque seu câmbio não é próprio, e sofrem variações de câmbio de outras moedas. Eis alguns exemplos:
1. Coroa feroesa (depende da Coroa dinamarquesa)
2. Libra de Guernsey (depende da Libra Esterlina)
3. Libra de Jersey (depende da Libra Esterlina)
4. Libra de Ilha de Man (depende da Libra Esterlina)
5. Dólar de Tuvalu (depende do Dólar australiano)

## Códigos obsoletos
Note que os nomes das moedas abaixo podem não ser iguais aos nomes de moedas usados no próprio padrão ISO, mas os códigos são.
| Código | Número | Casas decimais | Moeda                                                     | De         | Até        | Substituída por                                           |
| ------ | ------ | -------------- | --------------------------------------------------------- | ---------- | ---------- | --------------------------------------------------------- |
| ADF    | ...    | 2              | Franco andorrano                                          | 1960       | 1999-01-01 | EUR                                                       |
| ADP    | 020    | 0              | Peseta andorrana                                          | 1869       | 1999-01-01 | EUR                                                       |
| AFA    | 004    |                | Afegane afegão                                            | 1925       | 2003       | AFN                                                       |
| AOK    | ...    | 0              | Kwanza angolano                                           | 1977-01-08 | 1990-09-24 | AON > AOA                                                 |
| AON    | 024    | 0              | Novo kwanza angolano                                      | 1990-09-25 | 1995-06-30 | AOR > AOA                                                 |
| AOR    | 982    | 0              | Kwanza angolano reajustado                                | 1995-07-01 | 1999-11-30 | AOA                                                       |
| ARL    | ...    | 2              | Peso ley argentino                                        | 1970-01-01 | 1983-05-05 | ARP > ARS                                                 |
| ARP    | 032    | 2              | Peso argentino                                            | 1983-06-06 | 1985-06-14 | ARA > ARS                                                 |
| ARA    | 032    | 2              | Austral argentino                                         | 1985-06-15 | 1991-12-31 | ARS                                                       |
| ATS    | 040    | 2              | Xelim austríaco                                           | 1945       | 1999-01-01 | EUR                                                       |
| AZM    | 031    | 0              | Manat azeri                                               | 1992-08-15 | 2006-01-01 | AZN                                                       |
| BAD    | 070    | 2              | Dinar bósnio                                              | 1992-07-01 | 1998-02-04 | BAM                                                       |
| BEF    | 056    | 2              | Franco belga                                              | 1832       | 1999-01-01 | EUR                                                       |
| BGL    | 100    | 2              | Lev búlgaro                                               | 1962       | 1999-08-31 | BGN                                                       |
| BOP    | ...    | 2              | Peso boliviano                                            | 1963-01-01 | 1987-01-01 | BOB                                                       |
| BRB    | ...    | 2              | Cruzeiro brasileiro                                       | 1970       | 1986-02-28 | BRC > BRL                                                 |
| BRC    | 076    | 2              | Cruzado brasileiro                                        | 1986-02-28 | 1989-01-15 | BRN > BRL                                                 |
| BRN    | 076    | 2              | Cruzado novo brasileiro                                   | 1989-01-16 | 1990-03-15 | BRE > BRL                                                 |
| BRE    | 076    | 2              | Cruzeiro brasileiro                                       | 1990-03-15 | 1993-08-01 | BRR > BRL                                                 |
| BRR    | 987    | 2              | Cruzeiro real brasileiro                                  | 1993-08-01 | 1994-06-30 | BRL                                                       |
| BYB    | 112    | 2              | Rublo bielorrusso                                         | 1992       | 1999-12-31 | BYR (BYN)                                                 |
| BYR    | 974    | 0              | Rublo bielorrusso                                         | 2000-01-01 | 2016-06-30 | BYN                                                       |
| CSD    | 891    | 2              | Dinar sérvio                                              | 2003-07-03 | 2006-06-19 | RSD                                                       |
| CSK    | 200    |                | Coroa checoslovaca                                        | 1919-04-10 | 1993-02-08 | CZK/SKK > SKK > EUR                                       |
| CUC    | 931    | 2              | Peso cubano convertível                                   | 1994       | 2022       | CUP                                                       |
| CYP    | 196    | 2              | Libra cipriota                                            | 1879       | 2006-01-01 | EUR                                                       |
| DDM    | 278    |                | Marco alemão-oriental                                     | 1948-06-21 | 1990-07-01 | DEM > EUR                                                 |
| DEM    | 276    | 2              | Marco alemão                                              | 1948       | 1999-01-01 | EUR                                                       |
| ECS    | 218    | 0              | Sucre equatoriano                                         | 1884       | 2000-02-29 | USD                                                       |
| ECV    | 983    | .              | Unidad de Valor Constante equatoriana (código financeiro) | 1993       | 2000-02-29 | —                                                         |
| EEK    | 233    | 2              | Coroa estoniana                                           | 1992       | 2010-01-01 | EUR                                                       |
| ESA    | 996    |                | Peseta espanhola                                          | 1978       | 1981       | ESP > EUR                                                 |
| ESB    | 995    |                | Peseta espanhola                                          | ?          | 1994-12    | ESP > EUR                                                 |
| ESP    | 724    | 0              | Peseta espanhola                                          | 1869       | 1999-01-01 | EUR                                                       |
| FIM    | 246    | 2              | Marco finlandês                                           | 1860       | 1999-01-01 | EUR                                                       |
| FRF    | 250    | 2              | Franco francês                                            | 1960       | 1999-01-01 | EUR                                                       |
| GNE    | ...    |                | Syli guineense                                            | 1971       | 1985-12-31 | GNF                                                       |
| GHC    | 288    | 0              | Cedi ganês                                                | 1967       | 2007-07-01 | GHS                                                       |
| GQE    | ...    |                | Ekwele guinéu-equatoriano                                 | 1975       | 1985-12-31 | XAF                                                       |
| GRD    | 300    | 2              | Dracma grega                                              | 1954-05-01 | 2001-01-01 | EUR                                                       |
| GWP    | 624    |                | Peso guineense                                            | 1975       | 1997-05-31 | XOF                                                       |
| HRD    | 191    |                | Dinar croata                                              | 1991-12-23 | 1994-05-30 | HRK                                                       |
| HRK    | 191    | 2              | Kuna croata                                               | 1994-05-31 | 2023-01-01 | EUR                                                       |
| IEP    | 372    | 2              | Libra irlandesa                                           | 1938       | 1999-01-01 | EUR                                                       |
| ILP    | ...    | 3, 2           | Lira israelense                                           | 1948       | 1980-02-20 | ILR > ILS                                                 |
| ILR    | ...    | 2              | Shekel israelense                                         | 1980-02-24 | 1985-12-31 | ILS                                                       |
| ISJ    | ...    | 2              | Coroa islandesa                                           | 1922       | 1981-06-30 | ISK                                                       |
| ITL    | 380    | 0              | Lira italiana                                             | 1861       | 1999-01-01 | EUR                                                       |
| LAJ    | ...    |                | Kip laosiano                                              | 1965       | 1979-12-31 | LAK                                                       |
| LTL    | 440    | 2              | Litas lituano                                             | 1993       | 2015-01-01 | EUR                                                       |
| LUF    | 442    | 2              | Franco luxemburguês                                       | 1944       | 1999-01-01 | EUR                                                       |
| LVL    | 428    | 2              | Lats letão                                                | 1992       | 2013-01-01 | EUR                                                       |
| MAF    | ...    | –              | Franco marroquino                                         | 1921       | 1960–1976  | MAD                                                       |
| MCF    | ...    | 2              | Franco monegasco                                          | 1960       | 1995-03-31 | FRF > EUR                                                 |
| MGF    | 450    | 2              | Franco malgaxe                                            | 1963-07-01 | 2005-01-01 | MGA                                                       |
| MKN    | ...    |                | Denar macedônio                                           | 1992-04-27 | 1993-06-30 | MKD                                                       |
| MLF    | 466    |                | Franco maliano                                            | ?          | 1984-01-01 | XOF                                                       |
| MVQ    | ...    |                | Rupia maldívia                                            | ?          | 1981-12-31 | MVR                                                       |
| MRO    | 478    |                | Uguia mauritano                                           | 1973-06-29 | 2018-01-01 | MRU                                                       |
| MXP    | ...    |                | Peso mexicano                                             | ?          | 1993-03-31 | MXN                                                       |
| MZM    | 508    | 0              | Metical moçambicano                                       | 1980       | 2006-06-30 | MZN                                                       |
| MTL    | 470    | 2              | Lira maltesa                                              | 1972-05-26 | 2006-01-01 | EUR                                                       |
| NIC    | ...    | 2              | Córdoba nicaraguense                                      | 1988       | 1990-10-31 | NIO                                                       |
| NLG    | 528    | 2              | Florim neerlandês                                         | 1810s      | 1999-01-01 | EUR                                                       |
| PEH    | ...    |                | Sol peruano                                               | 1863       | 1985-02-01 | PEI > PEN                                                 |
| PEI    | 604    |                | Inti peruano                                              | 1985-02-01 | 1991-10-01 | PEN                                                       |
| PLZ    | 616    |                | Złoty polonês                                             | 1950-10-30 | 1994-12-31 | PLN                                                       |
| PTE    | 620    | 0              | Escudo português                                          | 1911-05-22 | 1999-01-01 | EUR                                                       |
| ROL    | 642    |                | Leu romeno                                                | 1952-01-28 | 2005       | RON                                                       |
| RUR    | 810    | 2              | Rublo russo                                               | 1992       | 1997-12-31 | RUB                                                       |
| SDD    | 736    |                | Dinar sudanês                                             | 1992-06-08 | 2007-01-10 | SDG                                                       |
| SDP    | ...    |                | Libra sudanesa                                            | 1956       | 1992-06-08 | SDD > SDG                                                 |
| SIT    | 705    | 2              | Tolar esloveno                                            | 1991-10-08 | 2005-01-01 | EUR                                                       |
| SKK    | 703    | 2              | Coroa eslovaca                                            | 1993-02-08 | 2007-01-01 | EUR                                                       |
| SML    | ...    | 0              | Lira sanmarinesa                                          | 1864       | 1992-08-31 | ITL > EUR                                                 |
| SRG    | 740    |                | Florim surinamês                                          | ?          | 2004       | SRD                                                       |
| STD    | 678    |                | Dobra são-tomense                                         | 1977       | 2018-04-01 | STN                                                       |
| SUR    | ...    |                | Rublo soviético                                           | 1961       | 1991-12-26 | RUR > RUB/AMD/AZN/BYN/EUR/GEL/KZT/KGS/MDL/TJS/TMT/UAH/UZS |
| TJR    | 762    |                | Rublo tadjique                                            | 1995-05-10 | 2000-10-30 | TJS                                                       |
| TMM    | 795    | 0              | Manat turcomenot                                          | 1993-11-1  | 2008-12-31 | TMT                                                       |
| TPE    | 626    |                | Escudo timorense                                          | 1959       | 1976       | USD                                                       |
| TRL    | 792    | 0              | Lira turca                                                | 1843       | 2005-12-31 | TRY                                                       |
| UAK    | 804    |                | Carbovanete urcraniano                                    | 1992-10-1  | 1996-09-01 | UAH                                                       |
| UGS    | ...    |                | Xelim ugandês                                             | ?          | 1987-12-31 | UGX                                                       |
| USS    | 998    | 2              | Dólar americano (same day) (funds code)                   | ?          | 2014-03-28 | —                                                         |
| UYP    | ...    |                | Peso uruguaio                                             | 1896       | 1975-07-01 | UYN                                                       |
| UYN    | ...    |                | Novo peso uruguaio                                        | 1975-07-01 | 1993-03-01 | UYU                                                       |
| VAL    | ...    | 0              | Lira vaticana                                             | 1929       | 1994-12-31 | ITL > EUR                                                 |
| VEB    | 862    | 2              | Bolívar venezuelano                                       | ?          | 2008-01-01 | VEF > VES                                                 |
| VEF    | 937    | 2              | Bolívar forte venezuelano                                 | ?          | 2018-08-20 | VES                                                       |
| XEU    | 954    | .              | European Currency Unit                                    | 1979-03-13 | 1998-12-31 | EUR                                                       |
| XFO    | ...    |                | Gold franc (special settlement currency)                  | 1803       | 2003       | XDR                                                       |
| XFU    | ...    | .              | UIC franc (special settlement currency)                   | ?          | 2013-11-07 | EUR                                                       |
| YDD    | 720    |                | Dinar sul-iemenita                                        | ?          | 1996-06-11 | YER                                                       |
| YUD    | ...    | 2              | Dinar iugoslavo                                           | 1966-01-01 | 1989-12-31 | YUN > MKD/RSD/EUR/HRK/BAM                                 |
| YUN    | 890    | 2              | Dinar iugoslavo                                           | 1990-01-01 | 1992-06-30 | YUR > MKD/RSD/EUR/HRK/BAM                                 |
| YUR    | ...    | 2              | Dinar iugoslavo                                           | 1992-07-01 | 1993-09-30 | YUO >RSD/EUR                                              |
| YUO    | ...    | 2              | Dinar iugoslavo                                           | 1993-10-01 | 1993-12-31 | YUG > RSD/EUR                                             |
| YUG    | ...    | 2              | Dinar iugoslavo                                           | 1994-01-01 | 1994-01-23 | YUM > RSD/EUR                                             |
| YUM    | 891    | 2              | Dinar iugoslavo                                           | 1994-01-24 | 2003-07-02 | CSD > RSD/EUR                                             |
| ZAL    | 991    | .              | Rand financeiro sul-africano (código financeiro)          | 1985-09-01 | 1995-03-13 | —                                                         |
| ZMK    | 894    | 2              | Kwacha zambiano                                           | 1968-01-16 | 2013-01-01 | ZMW                                                       |
| ZRZ    | 180    | 3              | Zaire zaireano                                            | 1967       | 1993       | ZRN > CDF                                                 |
| ZRN    | 180    | 2              | Novo zaire zaireano                                       | 1993       | 1997       | CDF                                                       |
| ZWC    | ...    | 2              | Dólar rodésio                                             | 1970-02-17 | 1980       | ZWD > USD/RTGS Dollar                                     |
| ZWD    | 716    | 2              | Dólar zimbabueano                                         | 1980-04-18 | 2006-07-31 | ZWN > USD/RTGS Dollar                                     |
| ZWN    | 942    | 2              | Dólar zimbabueano                                         | 2006-08-01 | 2008-07-31 | ZWR > USD/RTGS Dollar                                     |
| ZWR    | 935    | 2              | Dólar zimbabueano                                         | 2008-08-01 | 2009-02-02 | ZWL > USD/RTGS Dollar                                     |
| ZWL    | 932    | 2              | Dólar zimbabueano                                         | 2009-02-03 | 2009-04-12 | USD/RTGS Dollar                                           |